# Swiss Market Index
Swiss Market Index (SMI) — головний фондовий індекс Швейцарії. Вираховується на основі котирувань акцій 20 найбільших за ринковою капіталізацією компаній на Швейцарській фондовій біржі SIX. SMI почав вираховуватися з 30 червня 1988 року з базового показника в 1500 пунктів.

## Склад Swiss Market Index
Склад індексу SMI оновлюється один раз на рік. Станом на 5 серпня 2024, до нього входять такі компанії:
| Рейтинг | Назва компанії                    | Галузь               | Частка в індексі, % |
| ------- | --------------------------------- | -------------------- | ------------------- |
| 1       | Nestlé                            | Продукти харчування  | 18,01               |
| 2       | Roche Holding AG                  | Фармацевтика         | 15,00               |
| 3       | Novartis International AG         | Фармацевтика         | 14,86               |
| 4       | ABB Ltd                           | Електрообладнання    | 6,27                |
| 5       | UBS Group AG                      | Фінансові послуги    | 5,92                |
| 6       | Zurich Insurance Group AG         | Страхування          | 5,15                |
| 7       | Compagnie Financière Richemont SA | Предмети розкоші     | 5,08                |
| 8       | Holcim Limited                    | Будівельні матеріали | 3,63                |
| 9       | Lonza Group AG                    | Хімічна              | 3,18                |
| 10      | Sika AG                           | Хімічна              | 3,04                |
| 11      | Alcon                             | Фармацевтика         | 3,01                |
| 12      | Givaudan SA                       | Хімічна              | 3,01                |
| 13      | Kuehne + Nagel International AG   | Логістика            | 2,35                |
| 14      | Swiss Re                          | Страхування          | 2,31                |
| 15      | Partners Group Holding AG         | Управління активами  | 2,17                |
| 16      | Swisscom AG                       | Телекомунікації      | 2,13                |
| 17      | Geberit AG                        | Сантехніка           | 1,41                |
| 18      | Swiss Life Holding AG             | Страхування          | 1,39                |
| 19      | Sonova Holding AG                 | Медичні вироби       | 1,21                |
| 20      | Logitech International SA         | Комп'ютерна техніка  | 0,86                |